# Marek Koźmiński
Marek Jan Koźmiński (Kraków, 7 de fevereiro de 1971) é um ex-futebolista profissional polaco, volante, atuou boa parte da carreira, no futebol italiano, medalhista olímpico de prata.
Marek Kozminski conquistou a a medalha de prata em Barcelona 1992.